# Rohingya
I rohingya (pronuncia inglese: [roʊˈɪndʒə], [roʊˈhɪndʒə] o [roʊˈɪŋjə]) sono un gruppo etnico, di religione islamica, che parla il rohingya, una lingua indoeuropea del ramo delle lingue indoarie, strettamente legata alla lingua chittagong e più alla lontana alla lingua bengalese, più simile alle parlate degli indo-ariani di India e Bangladesh, in contrapposizione alle lingue in prevalenza sino-tibetane della Birmania (ufficialmente Myanmar).
I rohingya vivono nella parte settentrionale della Birmania, nello stato di Rakhine (noto anche come Arakan o Rohang in lingua rohingya) al confine con il Bangladesh. La loro origine è molto discussa: alcuni li ritengono indigeni dello stato di Rakhine, mentre altri sostengono che siano immigrati musulmani che, in origine, vivevano nei territori dell'odierno Bangladesh e che, in seguito, si sarebbero spostati in Birmania durante il periodo del dominio britannico.
Secondo la legge sulla cittadinanza della Birmania, risalente al 1982, i rohingya non fanno parte delle 135 etnie riconosciute dallo stato e non hanno pertanto diritto alla cittadinanza birmana. Hanno catturato l'attenzione internazionale dopo i massacri compiuti ai loro danni dall'esercito birmano nel 2012, che costrinsero 400 000 rohingya a rifugiarsi in Bangladesh. Prima delle repressioni del 2016/2017 vivevano in Birmania circa un milione di rohingya, a dicembre 2017 circa 625 000 rohingya erano rifugiati in campi profughi in Bangladesh.
Nel 2019 il governo birmano offrì a 3 000 rohingya rifugiati in Bangladesh la possibilità di tornare nelle proprie case, ma pochi accettarono per paura di essere massacrati dall'esercito birmano, anche perché i responsabili delle stragi avvenute in precedenza non erano mai stati condannati. Nell'agosto del 2020 erano circa un milione i rohingya confinati in campi profughi del Bangladesh sud-orientale, dove non era loro concesso di lavorare né di lasciare il campo profughi senza il permesso delle autorità. Secondo i rapporti delle Nazioni Unite essi sono una delle minoranze più perseguitate nel mondo.

## Etimologia

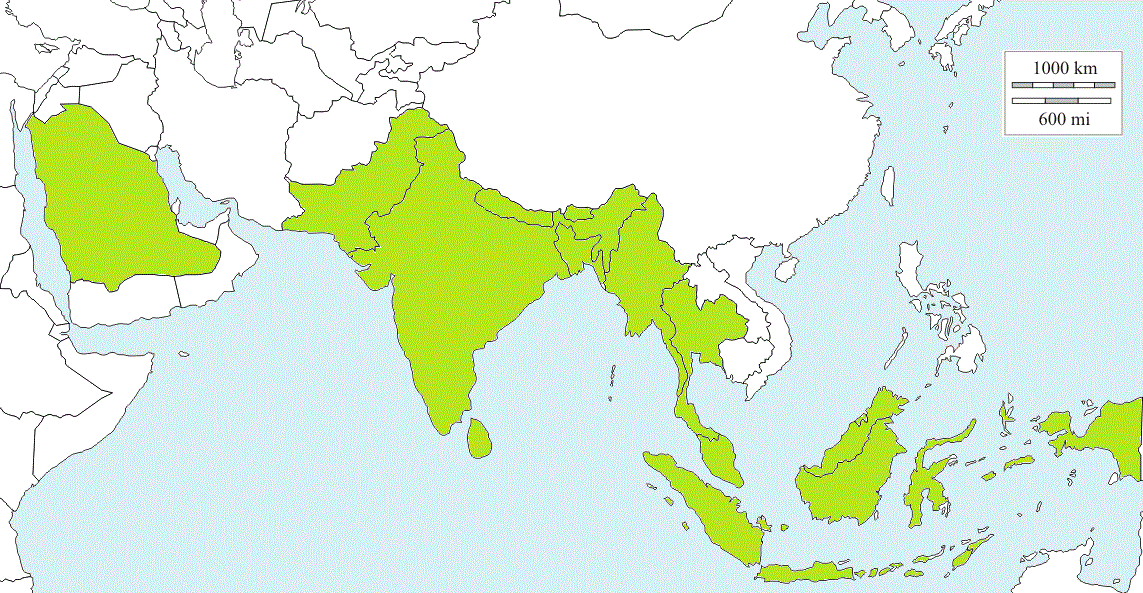
Le aree in verde indicano gli stati in cui ci sono insediamenti di Rohingya

Il termine "rohingya" deriva da Rohang, denominazione in lingua rohingya dello stato di Rakhine (precedentemente Arakan), dove vive la maggior parte dei rohingya. Alcuni storici di etnia rohingya, come Khalilur Rahma, sostengono invece che questo termine possa derivare dalla parola araba Rahma, che significa "misericordia". Anche se altri ritengono improbabile quest'ultima interpretazione, esiste comunque un riferimento storico che potrebbe porsi come origine di questo soprannome. Si narra, infatti, che dopo un naufragio di una nave araba nei pressi dell'isola di Ramree nell'VIII secolo d.C., il re arkanese ordinò che i mercanti arabi fossero uccisi. Questi urlarono nella loro lingua: "Rahma". In seguito a questo fatto, quelle persone vennero chiamate Rahma, e questa stessa parola gradualmente mutò prima in "rhohang" e poi in "rohingya".
Questa storia è stata contestata da Jahiruddin Ahmed e Nazir Ahmed, rispettivamente ex presidente e segretario della Conferenza islamica di Arakan, i quali sostengono che quei naufraghi fossero musulmani della popolazione thambu kya, che attualmente risiedono lungo la costa Rakhine, e che sarebbero quindi stati i thambu kya ad assumere per primi il nomignolo "Rahma". La tesi dei due Ahmed si fonda su una possibile discendenza dei rohingya dagli abitanti di Ruha, in Afghanistan. L'altro storico M.A. Chowdhury sostiene invece che il termine Mrohaung (nome di un antico regno arakanese) si sia modificato tra le popolazioni musulmane della Birmania fino ad arrivare a "Rohang", termine che ha dato poi il nome alla regione abitata dai rohingya.
Storici della Birmania, tra i quali Khin Maung Saw, affermano che il termine rohingya era sconosciuto in quelle zone prima del 1950. Anche lo storico Aye Chan, dell'Università di Kanda afferma che quel termine non è mai esistito in nessuna lingua prima del 1950, quando è stato importato probabilmente da dei bengalesi emigrati in Arakan durante il periodo coloniale. Tuttavia egli ammette che numerose popolazioni musulmane hanno per secoli vissuto in quella zona, stabilendosi lì durante il Regno di Mrauk U, quando Arakan intratteneva rapporti politici, militari e commerciali con il Sultanato di Bengala. Questo punto di vista è stato ripreso dall'ex ambasciatore britannico Derek Tonkin secondo il quale, in assenza di qualsiasi documentazione archivistica britannica nei 112 anni della loro gestione di Arakan, il termine rohingya è entrato in uso dopo la seconda guerra mondiale". Egli sostenne inoltre che la campagna internazionale per sostenere i rohingya ha avuto tale successo da generare un effetto controproducente e contrario e propose di usare il termine maomettani di Arakan per riferirsi alla minoranza. Aggiunse che per risolvere l'impasse gli abitanti indigeni di Rakhine dovrebbero accettare la realtà storica della presenza continua di musulmani in Arakan per un periodo molto lungo, mentre i rohingya dovrebbero riconoscere che la denominazione "rohingya" non ebbe alcun riscontro storico prima dell'indipendenza nel 1948.
Secondo l'esperto di storia Arakan dr. Jacques P. Leider, il termine Rooinga fu invece utilizzato in un rapporto di fine XVIII secolo pubblicato dal britannico Francis Buchanan-Hamilton. Nel suo articolo nel Vocabolario comparativo di alcune delle lingue parlate nell'Impero Birmano del 1779, Buchanan-Hamilton scrisse che uno dei dialetti parlati in quel tempo in Birmania, ma evidentemente derivati dall'Hindu, era quello dei musulmani che da tempo si erano stabiliti in Arakan e che si definivano Rooinga, o nativi di Arakan." Leider aggiunse anche che l'etimologia della parola non dice nulla di politica, che l'utilizzo del termine come etichetta politica per dare identità risale solamente al XX secolo e che viene usato solo dal 1950 per dare identità alla comunità che vive in Arakan.

## Lingua
La lingua rohingya è la moderna lingua scritta dei rohingya di Arakan (Rakhine) in Birmania. Proviene dalla corrente indo-ariana che è un sub-ramo della grande famiglia delle lingue indoeuropee. È strettamente legata alla lingua chittagong parlata nella parte più meridionale del Bangladesh al confine con la Birmania. Nonostante sia la lingua Rohingya e sia quella chittagong siano legate al bengalese, non sono mutuamente intelligibili con quest'ultima, a dispetto di ciò che viene spesso proposto nella narrazione nazionale della Birmania. 
Studiosi del rohingya hanno scritto correttamente questa lingua in varie scritture, tra cui l'arabo, l'urdu, il romano, il birmano e l'hanifi, che è un alfabeto di nuova concezione creato per la lingua rohingya e derivato dall'arabo con l'aggiunta di quattro caratteri dal latino e del birmano.
Più recentemente, è stato sviluppato un alfabeto con caratteri latini, con tutte le 26 lettere dell'alfabeto inglese A alla Z e due lettere supplementari Ç (per retroflessa R) e Ñ (per il suono nasale). Per rappresentare accuratamente la fonologia rohingya, si utilizzano anche cinque vocali accentate (á-é-í-ó-ú). La lingua rohingya è stato riconosciuta dall'ISO con il codice ISO 639-3 "rhg".

## Religione
I rohingya sono musulmani sunniti. In Birmania l'identità religiosa assieme a quella linguistica è uno dei motivi di contrasto con il governo birmano che sostiene la tradizione buddhista dello Stato Rakhine.

## Storia
Insediamenti musulmani sono esistiti in Arakan dopo l'arrivo degli Arabi nell'VIII secolo d.C. Si ritiene che i diretti discendenti dei coloni arabi abbiano vissuto in Arakan presso le civiltà di Mrauk U e Kyauktaw, piuttosto che nelle zone di frontiera del Mayu (vicino all'attuale Chittagong, Bangladesh). Anche se alcune popolazioni musulmane hanno vissuto in Arakan a partire almeno dal XIV secolo, non c'è consenso tra gli storici nel ritenere che l'attuale minoranza discenda da ondate migratorie avvenute prima della colonizzazione britannica. Oltre all'etnia rohingya, nello Stato Rakhine sono presenti le minoranze musulmane kamein (insediatesi ai tempi dell'impero Mughal) e thet, che sono ufficialmente riconosciute dal governo come gruppi etnici indigeni e hanno la cittadinanza birmana.

### Regno di Mrauk U
I primi insediamenti bengalesi musulmani in Arakan risalgono all'epoca di re Narameikhla (1430-1434) del Regno di Mrauk U, che nel 1430 aveva riguadagnato il possesso del trono arakanese con l'assistenza militare del Sultanato del Bengala. I bengalesi venuti con lui formarono i primi insediamenti musulmani della regione. Narameikhla cedette alcuni territori al sultano del Bengala e riconobbe la sua sovranità su quelle aree. Come riconoscimento del suo vassallaggio, il re di Arakan ricevette i titoli islamici e la possibilità di utilizzare la moneta bengalese. Narameikhla coniò le proprie monete con scritte da un lato in alfabeto persiano e dall'altro in alfabeto birmano. Questo vassallaggio fu però di breve durata: dopo la morte del sultano Jalaluddin Muhammad Shah, avvenuta nel 1433, i successori di Narameikhla occuparono nel 1437 Ramu e nel 1459 Chittagong, che rimase sotto il controllo di Arakan fino al 1666.
Anche dopo aver conquistato l'indipendenza dai bengalesi, i re arakanesi continuarono a mantenere i titoli musulmani. I sovrani buddhisti iniziarono così a considerarli alla pari dei sultani e successori dei Moghul, anche perché continuarono a inserire musulmani nelle alte cariche amministrative. I musulmani aumentarono in Birmania nel XVII secolo, quando molti furono portati in Arakan come forza lavoro, una parte furono impiegati come scribi in lingua araba, persiana o bengalese nelle corti arakanesi dove, pur rimanendo prevalente la cultura buddhista, giunsero tradizioni musulmane dal vicino Sultanato del Bengala. L'etnia kamein, che è attualmente riconosciuta tra le etnie musulmane insediatesi in Birmania, discende proprio da questi musulmani.

### Conquista birmana
Dopo la conquista birmana di Arakan, avvenuta nel 1785, circa 35.000 Arakanesi fuggirono verso la vicina Chittagong per sfuggire alla persecuzione birmana e trovare rifugio presso i britannici, che controllavano quella regione del Bengala. I governanti birmani uccisero in massa i musulmani che abitavano in quella zona e altri ne deportarono in Birmania, lasciando la regione spopolata nel momento in cui arrivarono i britannici.
In un articolo pubblicato nel 1799 su "The Burma Empire", il britannico Francis Buchanan-Hamilton scrisse: i maomettani, che da tempo si sono stabiliti in Arakan, si autodefiniscono "rooinga", o "nativi di Arakan". Sir Henry Yule, mentre era in quei luoghi in missione diplomatica, disse che molti musulmani erano impiegati come eunuchi durante la dinastia Konbaung in Birmania. Questi eunuchi musulmani venivano da Rakhine.

### Dominio coloniale britannico
La politica britannica favorì il ripopolamento delle fertili valli di Arakan, dove si trasferirono numerosi abitanti del Bengala per lavorare come braccianti agricoli. La Compagnia britannica delle Indie Orientali estese l'amministrazione bengalese anche su Arakan, eliminando ogni possibile barriera tra quest'ultimo e il Bengala e favorendo così le migrazioni di popoli. Nel XIX secolo migliaia di bengalesi si trasferirono dalla regione di Chittagong in Arakan in cerca di lavoro; questo processo migratorio fu anche contrario, nel senso che molte persone di etnia Rakhine andarono invece in Bengala.
Il censimento britannico del 1891 segnalò la presenza di 58.225 musulmani in Arakan. Nel 1911, la popolazione musulmana aumentò, raggiungendo quota 178.647 unità. Queste ondate migratorie si dovettero principalmente alla forte necessità da parte dei britannici di manodopera da impiegare nelle risaie del territorio. Molti immigrati birmani si trasferirono da Chittagong ad Arakan, specialmente nella zona occidentale di questa regione, anche se questa immigrazione è comunque da considerarsi un fenomeno nazionale, e non solo legato a piccole zone della Birmania.
Lo storico Thant Myint-U scrive: "All'inizio del XX secolo gli indiani arrivavano in Birmania al ritmo di non meno di un quarto di milione all'anno, con questi numeri che sono aumentati ogni anno fino a raggiungere il proprio picco massimo nel 1927, quando con 480.000 immigrati, Rangoon superò New York come maggiore centro di immigrazione al mondo". Da allora, nelle maggiori città birmane quali Yangon (allora Rangoon), Sittwe, Pathein e Moulmein, la popolazione indiana superò in numero quella musulmana. Questi ultimi, ovvero gli indigeni birmani, si sentirono impotenti rispetto al dominio britannico e denunciarono questa politica di ripopolamento della zona come un razzismo che combina sentimenti di superiorità e paura.
I problemi legati all'immigrazione furono tuttavia molto più sentiti in Arakan, dove i conflitti interni tra la popolazione musulmana e i rakhine buddisti spinsero le autorità britanniche a istituire nel 1939 una speciale commissione d'inchiesta guidata da James Ester e Tin Tut per discutere della questione dell'immigrazione musulmana nello Stato Rakhine. Questa commissione si pose come obbiettivo quello di fissare un confine che dividesse i due popoli; tuttavia, con l'inizio della seconda guerra mondiale, gli inglesi si ritirarono da Arakan, lasciando incompiuto il progetto.

### Seconda guerra mondiale: occupazione del Giappone e violenze tra comunità
Durante la seconda guerra mondiale, le forze giapponesi invasero la Birmania, allora sotto il dominio coloniale britannico. Le forze britanniche si ritirarono e nel vuoto di potere lasciato, scoppiò una notevole violenza tra i rakhine e i rohingya. I britannici armarono i rohingya nel nord Arakan, al fine di creare una zona cuscinetto che proteggesse il Bengala da un'invasione giapponese quando loro si fossero ritirati del tutto. Il periodo di violenza vide anche scontri tra i gruppi fedeli ai britannici e i nazionalisti birmani.
Aye Chan, uno storico dell'Università di Kanda, scrisse che con le armi ricevute dagli inglesi durante la seconda guerra mondiale, i rohingya cercarono di distruggere i villaggi rakhine invece di resistere ai giapponesi. Il 28 marzo 1942 i rohingya dal nord uccisero circa 20 000 rakhine. In quel periodo, circa 5 000 rohingya nelle città di Minbya e Mrohaung furono uccisi da rakhine e karenni.
I giapponesi si resero responsabili di innumerevoli atti di stupro, omicidio e torture contro migliaia di rohingya. Si ritiene che durante quel periodo, circa 22 000 Rohingya abbiano attraversato il confine con il Bengala, allora parte dell'India britannica, per sfuggire alle violenze. Sconfitti, 40 000 rohingya infine fuggirono a Chittagong dopo ripetuti massacri da parte dei birmani e delle forze giapponesi.

### Insurrezioni del dopoguerra
Nel 1948, quando la Birmania ottenne l’indipendenza dal dominio coloniale britannico, ai rohingya fu concessa la cittadinanza birmana, il permesso di ottenere dei documenti personali e alcuni membri riuscirono ad essere eletti nel parlamento di Yangon.
Il partito Mujahid fu fondato dagli anziani rohingya che sostennero un movimento Jihad nel nord Arakan nel 1947. L'obiettivo del partito Mujahid era quello di creare uno stato islamico autonomo nell'Arakan. Era molto più attivo prima del 1962, quando ci fu il colpo di stato dal generale birmano Ne Win, il quale promosse alcune operazioni militari contro di loro per un periodo di due decenni. Quella più estesa fu l'operazione "Re Drago" che ebbe luogo nel 1978; dopo la quale molti musulmani nella regione si rifugiarono nel vicino Bangladesh. Oltre al Bangladesh, un gran numero di rohingya migrò a Karachi, in Pakistan.
Durante il Movimento Pakistano negli anni 40, i musulmani Rohingya in Birmania occidentale provarono a separarsi dallo stato e ad unire la loro regione al Nord-Pakistan. Prima dell'indipendenza della Birmania nel gennaio del 1948, i leader musulmani di Arakan si sono rivolti a Mohammad Ali Jinnah, il fondatore del Pakistan, chiedendo la sua assistenza per attaccarsi alla regione Mayu in Pakistan in considerazione della loro affinità religiosa e la vicinanza geografica con il Pakistan orientale. Due mesi più tardi, la Lega Musulmana del Nord Arakan venne fondata ad Akyab (capitale dello Stato Rakhine), che, fra le altre cose, richiedeva l'annessione al Pakistan. La proposta non si concretizzò mai, non sarebbe mai stata accettata dalle autorità birmane e la Lega non era in grado di imporre la propria volontà al governo.
I mujahideen rohingya sono ancora attivi nelle aree remote dell'Arakan. Le relazioni tra mujahideen rohingya e mujaheddin del Bangladesh furono significative ed entrambi i gruppi estesero le loro reti a livello internazionale. Si finanziano con donazioni e ricevono un addestramento militare-religioso al di fuori della Birmania.

### Giunta militare in Birmania/Myanmar
Le giunte militari che hanno governato la Birmania dal 1962 fecero affidamento su un mix di nazionalismo birmano e buddismo theravada per rafforzare il proprio dominio, e, secondo il parere di esperti governativi degli Stati Uniti, discriminando le minoranze come i rohingya, popolazioni cinesi come i kokang e i panthay (musulmani cinesi). Alcuni dissidenti pro-democrazia di etnia birmana non considerano i rohingya compatrioti.
I governi birmani successivi sono stati accusati di aver fomentato rivolte violente contro le minoranze etniche, come i rohingya e cinesi musulmani. «Le élite nazionaliste e gli intellettuali hanno spesso reiterato l’accusa di puntare ad accrescere la quota musulmana della popolazione tramite un’azione deliberata di matrimoni misti con donne non musulmane, ponendo così una minaccia all’identità buddista della società Rakhine e del Myanmar». 
Nel 2009, un alto diplomatico birmano, in viaggio a Hong Kong, definì i rohingya "brutti come orchi" e "un popolo che non ha nulla a che fare con il Myanmar".

## Violazioni dei diritti umani e dei rifugiati

La bandiera rohingya

I rohingya sono stati descritti come "il popolo meno voluto al mondo" e "una delle minoranze più perseguitate al mondo". Secondo una legge del 1982, essi non possono prendere la cittadinanza birmana. Non è consentito ai rohingya di viaggiare senza un permesso ufficiale, di possedere terreni e sono tenuti a firmare un impegno a non avere più di due figli.
Secondo Amnesty International, la popolazione musulmana rohingya continua a soffrire per violazioni dei diritti umani da parte della dittatura militare birmana dal 1978, di conseguenza molti sono fuggiti nel vicino Bangladesh.
Nel 1978 oltre 200 000 rohingya sono fuggiti in Bangladesh, in seguito all'operazione Nagamin (Re Drago) dell'esercito birmano. Ufficialmente questa campagna aveva lo scopo di "controllare ogni residente dello stato Rakhine, distinguere i cittadini e gli stranieri in conformità con la legge e intraprendere azioni contro gli stranieri che si erano infiltrati nel paese illegalmente." Questa campagna militare era mirata direttamente contro i civili e portò a omicidi diffusi, stupri e distruzione di moschee e a ulteriori persecuzioni religiose. [...]
Durante il 1991 e il 1992 una nuova ondata di oltre un quarto di milione di Rohingya fuggì in Bangladesh . Riferirono di essere stati costretti al lavoro forzato e vittime di esecuzioni sommarie, torture, e stupri. I rohingya furono costretti a lavorare senza paga da parte dell'esercito birmano su progetti infrastrutturali ed economici, spesso in condizioni difficili. Molte altre violazioni dei diritti umani sono state commesse dalle forze di sicurezza riguardo al lavoro forzato di civili rohingya.»
(Rapporto di Amnesty International del 2004)
A partire dal 2005, l'Alto commissariato delle Nazioni Unite per i rifugiati ha insistito per il rimpatrio dei rohingya dal Bangladesh, ma le accuse di violazioni dei diritti umani nei campi profughi resero ancor più difficile lo sforzo.

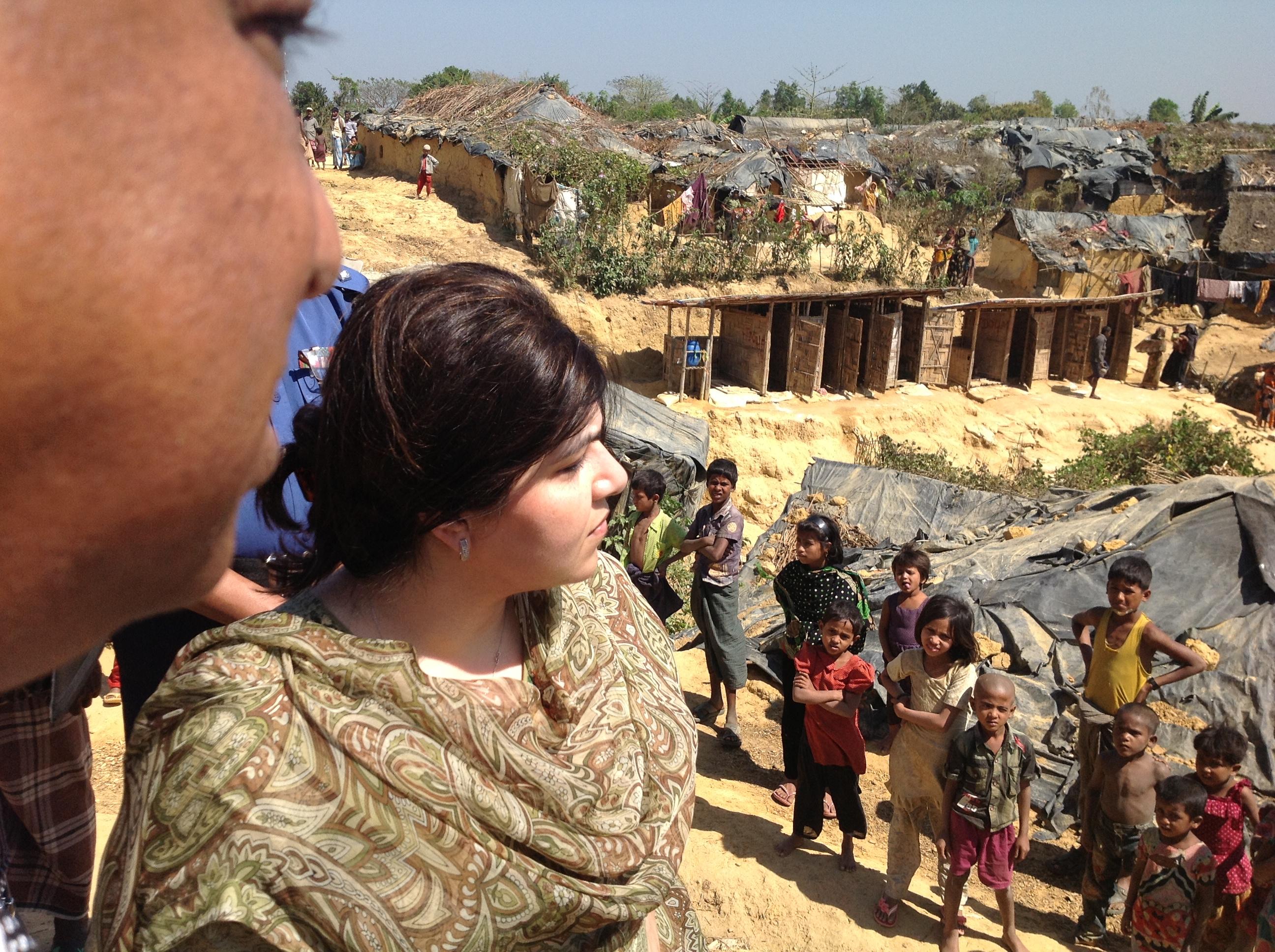
Campo profughi a Cox's Bazar

Nonostante i molti sforzi da parte delle Nazioni Unite, la stragrande maggioranza dei rifugiati Rohingya è rimasta in Bangladesh, non essendo in grado di resistere all'atteggiamento aggressivo del regime al potere in Birmania e per la paura di persecuzioni. Il Bangladesh ha inizialmente accolto i rifugiati dalla Birmania, ma le pressioni interne e le limitate risorse nazionali hanno costretto Dhaka a spingere i Rohingya a lasciare i campi profughi. Ora si trovano ad affrontare gli stessi problemi in Bangladesh, ma qui ricevono più sostegno da parte del governo.
Nel corso degli anni, migliaia di rohingya si rifugiarono anche in Thailandia. Nel 2009 c'erano circa 111 000 rohongya rifugiati in 9 campi lungo il confine tra Thailandia e Birmania. Alcuni gruppi di Rohingya furono spediti e abbandonati in mare aperto dalle autorità thailandesi. Nel febbraio 2009 l'esercito thailandese trainò in alto mare una barca con a bordo 190 profughi rohingya verso il mare. Furono tratti in salvo dalle autorità indonesiane e raccontarono storie strazianti sulla cattura e sulle violenze subite dai militari thailandesi, e poi dell'abbandono in mare aperto. Entro la fine di febbraio fu segnalato un gruppo di 5 barche portate al largo di cui 4 finirono affondate durante una tempesta. Il primo ministro della Thailandia Abhisit Vejjajiva il 2 febbraio 2009 confermò che gruppi di rohingya erano stati abbandonati in mare, si rammaricò per le "eventuali perdite" e annunciò di essere al lavoro per risolvere il problema.
I passaggi per rimpatriare i profughi rohingya iniziarono nel 2005. Dopo un incontro con i diplomatici birmani, nel 2009 il governo del Bangladesh annunciò l'imminente rimpatrio di circa 9 000 Rohingya che vivevano nei campi profughi all'interno del paese.
Il 16 ottobre 2011, il nuovo governo della Birmania accettò di accogliere i rifugiati Rohingya di ritorno dai campi profughi all'estero. Tuttavia, la violenza, la persecuzione e i disordini nella comunità continuarono senza sosta contro la minoranza. Il 29 marzo 2014, il governo birmano vietò il termine rohingya dal censimento e impose che la loro registrazione avvenisse sotto il nome di bengalesi e così è stato nel censimento del Paese per tre decenni.
Il 7 maggio 2014, la Camera dei rappresentanti degli Stati Uniti approvò una risoluzione che sollecitava il governo della Birmania a porre fine al calpestamento dei diritti umani e al rispetto dei rohingya e di tutte le minoranze etniche e religiose in Birmania (A.RIS. 418; 113 ° Congresso). Il governo statunitense invitò il governo della Birmania a porre fine alla discriminazione e alla persecuzione. Il 13 settembre 2017 cinque donne premi Nobel inviarono un appello affinché avessero fine le violenze e le discriminazioni ai danni di questo popolo.
Nel settembre 2017, il Tribunale Internazionale Permanente dei Popoli sentenziò che la repressione contro i rohingya era da considerare inequivocabilmente come un genocidio, ritenendo che l’utilizzo del termine pulizia etnica da parte delle Nazioni Unite fosse un “eufemismo” con “nessuna base nel diritto internazionale”.

## Rivolta del 2012
Il 28 maggio 2012 vi fu lo stupro e l'omicidio di una ragazza buddhista e tre ragazzi rohingya furono accusati di esserne i responsabili. La già difficile convivenza tra le due diverse etnie subì così un nuovo duro colpo che portò a un'ulteriore degenerazione del rapporto. Alcuni giorni dopo un gruppo di buddhisti assalì in Rakhine un pullman che trasportava pellegrini musulmani provenienti da Rangoon, uccidendo una decina di persone.
Il governo birmano fu costretto a dichiarare lo stato d'emergenza nella provincia di Rakhine l'11 giugno, poiché a quell'episodio di violenza seguirono altri scontri tra buddhisti e rohingya, che portarono alla morte di 29 persone. La situazione divenne insostenibile e le autorità non presero posizione neppure dopo l'intervento delle Nazioni Unite, che chiedevano di aprire le frontiere del Bangladesh ai profughi. Migliaia di rohingya lasciarono la Birmania in barca, attraversando il fiume Naf.

## 2017
Nell'estate del 2017 la violenza tornò a divampare nella regione dopo gli attacchi a stazioni di polizia effettuati dall'Esercito di salvezza Rohingya di Arakan; l'esercito birmano reagì con violenti rastrellamenti che spinsero circa centomila Rohingya a cercare rifugio in Bangladesh nel primo mese di repressione dall'esercito del Myanmar nello Stato del Rakhine.